# منازعات حورس وست

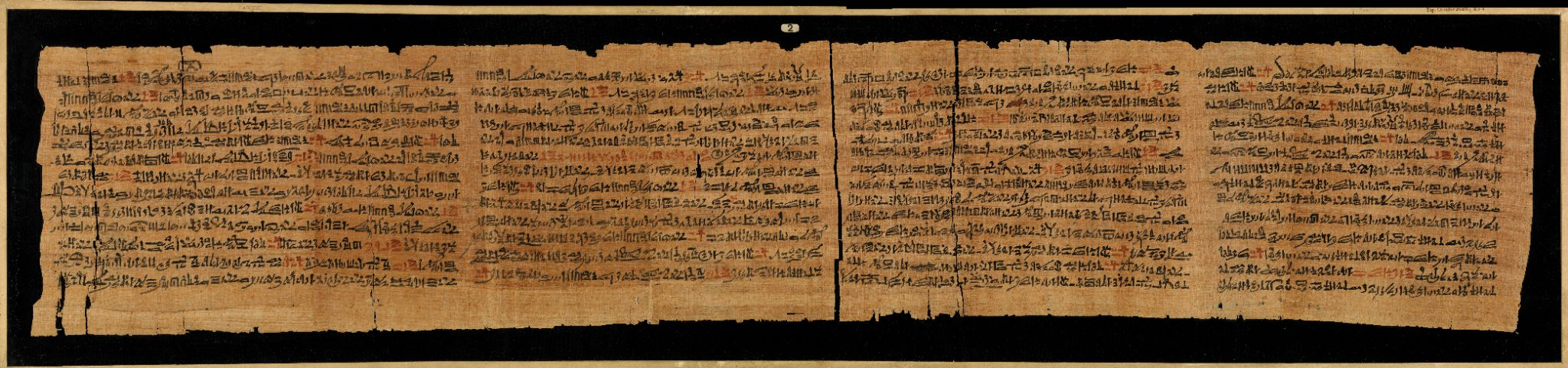
مخطوطة منازعات حورس وست بالخط الهيراطيقي في مكتبة تشيستر بيتي

منازعات حورس وست هي قصة أسطورية تعود إلى الأسرة العشرين في مصر وقد عُثر عليها في ستة عشر صفحة الأولى من أوراق بردية تشيستر بيتي وتتناول المعارك التي دارت بين حورس وست لتحديد من سيخلف أوزوريس ملكًا على عرش مصر.

## بردية تشيستر بيتي الأولى
يعود تاريخ بردية تشيستر بيتي الأولى إلى الأسرة العشرين في عهد رمسيس الخامس ومن المحتمل أن صاحبها هو أحد الكاتب الذي دَوّنها بغرض الترفيه الشخصي (تشيستر بيتي باب الأول، أكسفورد). وتحتوي البردية على قصة منازعات حورس وست بالإضافة إلى العديد من أغاني الحب الشعرية الأخرى. وكان مصدرها الأصلي هو بردية طيبة. وكان طول البردية عند العثور عليها 55 سنتيمتر (22 بوصة) وقد مُزّقت وسحقت. نشرت مطبعة جامعة أكسفورد البردية عام 1931 وهي موجودة حاليًا في مكتبة تشيستر بيتي في دبلن.

## القصة
يمكن القول إن أهم جزء في بردية تشيستر بيتي الأولى هي القصة الأسطورية «منازعات حورس وست» التي تتناول المعارك بين حورس وست لتحديد من سيخلف أوزوريس على عرش مصر. الوقت المحدد للمنازعات هو الفترة التي توقف خلالها القتال مؤقتًا وقام كلاً من حورس وست بعرض قضيتهما على التاسوع المقدس. ونجد على مدار القصة، ان حورس وست دخلا في عدد من المنافسات المختلفة لتحديد من سيكون الملك. وكان حورس في كل مرة يتفوق على ست. وتبدأ القصة بنوع من أنواع المحاكمة التي يدافع فيها كلاً من ست وحورس عن قضيتهما ويعبر فيها التاسوع المقدس عن آرائهم. ويبدأ في وقت لاحق من القصة القتال مرة أخرى بين حورس وست، وفي النهاية يقوم التاسوع بحل المشكلة عندما يقرر ان حورس هو ملك مصر الشرعي.

## عواقب القصة
قصة «منازعات حورس وست» مهمة للمجتمع المصري بسبب أهميتها المرتبطة بالنظام الملكي. فهي تعكس النظام المعتاد لميراث الملكية في مصر القديمة: من الأب إلى الابن. والقصة مهمة أيضًا لفكرة الملكية الإلهية لأنها تضع فكرة ثالوث أوزوريس كملك ميت، وحورس كملك حي على الأرض، وإيزيس كأم للملك.

## مزيد من القراءة والتحليلات الأكاديمية
تعامل العديد من الباحثين وعلماء المصريات مع «منازعات حورس وست». فنجد على سبيل المثال ان جون جوين جريفيث، يتحدثان عن الصراع بأكمله بين حورس وست في كتابه صراع حورس وست . يناقش غريفيث في الكتاب الجوانب المختلفة للمعركة المستمرة لمنصب أوزوريس، بما في ذلك التشويه وواقعة الشذوذ الجنسي والمحاكمة. ويجادل غريفيث بأن الأسطورة تعود إلى أصل سياسي وتاريخي، وأن قصة حورس وست لها علاقة بالصراعات القبلية قبل توحيد مصر. تجاهل مؤرخون آخرون هذه الفكرة عندما يتعلق الأمر بـ «منازعات حورس وست» ويقولون إن هذه القصة بالذات تم إنشاؤها على أنها مجرد أسطورة دينية وأنه لا ينبغي اعتبارها ذات سياق تاريخي (موسوعة أكسفورد لمصر القديمة).
نجد في الأدب المصري القديم، جدال أنطونيو لوبريينو بأن المنازعات هي واحدة من أولى حالات «الميثولوجيا كنوع نصي» وعندما تدخل الأساطير في المجال الأدبي. ويقول أن هذا له علاقة بالقصة باعتبارها هجاء سياسي.
نجد في منشورات أكسفورد عن بردية تشيستر بيتي الأولى التي تحتوي على «منازعات حورس وست»، واجرى المناقشة آلان جاردينر، حيث يقارن القصة مع قصص الآلهة اليونانية وهوميروس الصورة أوديسي.